# Джийн Винсънт
Винсънт Юджийн Крадок (на английски: Vincent Eugene Craddock), по-известен само като Джийн Винсънт (на английски: Gene Vincent), е американски музикант, един от новаторите в рокендрола и рокабилито. Неговият хит от 1956 г. Be-Bop-A-Lula, изпълнен с Блу Капс, е считан за значим ранен представител на стила рокабили. Въведен е в Залата на славата на рокендрола и рокабилито. 

## Биография
Първите музикални увлечения на Джийн Винсънт обхващат стилове като кънтри, ритъм енд блус и евангелска музика. Любимата му композиция е увертюрата „Егмонт“ на Лудвиг ван Бетовен. С нея той проявява първия си истински интерес към музиката, докато семейството му живее в (Munden Point) Вирджиния а първата си китара получава на дванадесет години като подарък от приятел. През 1952 г. Джийн Винсънт напуска училище на седемнадесетгодишна възраст и е включен в американския флот, но тъй като той е бил под възрастта за набиране, родителите му подписват формулярите позволяващи му да влезе във флота.
На следващата година Джийн Винсънт се включва активно в местната музикална сцена в Норфолк и променя рожденото си име Vincent Eugene Craddock на Джийн Винсънт за да сформира своята рокабилитна банда Gene Vincent and His Blue Caps. Името на групата е заимствано от термин използван във връзка с униформата на моряците в американския флот. Членове и са Уили Уилямс на ритъм китара (заменян в края на 1956 г. от Пол Пейк), Джак Нийл на бас китара, Дики Харел на барабани, и Клиф Галъп на соло китара. В този период Джийн Винсънт си е сътрудничил успешно и с друг възрожденски музикант, Джей Шевалие от Луизиана. Групата скоро набира репутация и свири в различни барове в Норфолк, където спечелват конкурс за таланти организиран от местното радио „DJ Sheriff Tex Davis“.

## Кариера
През 1956 г. Джийн Винсънт написва най-големият си хит „Be-Bop-A-Lula“, който е поставен от списание „Rolling Stone“ под номер 103 на „500-те най-големи песни на всички времена“. Местното радио „DJ Sheriff Tex Davis“ организира демонстрация на песента, факт който по късно гарантира на Джийн Винсънт договор с „Capitol Records“. Той подписва този договор с Бил Лоуърина и групата „Lowery“ от музикални издатели в Атланта, Джорджия. Песента „Be-Bop-A-Lula“ не е включена в първия албум на Джийн Винсент, но е избрана от продуцента на „Capitol Records“ Кен Нелсън като B-страна на първия му сингъл. Преди издаването на албума, групата „Lowery“ записват промоционални копия на „Be-Bop-A-Lula“ и ги изпращат на радиостанциите в цялата страна. Докато „Capitol Records“ издадат сингъла „Be-Bop-A-Lula“, тя получава огромно внимание от обществените радиа и радио диджеите. Песента е пусната от много и различни американски радиостанции и се превръща в хит, достигайки връх като номер 5 и прекарва 20 седмици в поп чарта на Билборд и „Cashbox“. Тази песен е и началният старт в кариерата на Джийн Винсент като рок-звезда.
След като „Be-Bop-A-Lula“ става хит, неговата група Gene Vincent and His Blue Caps не успява да го последва със същото ниво на комерсиален успех, въпреки че издават песни като „Race with the Devil“ и „Bluejean Bop“ и „Lotta Lovin“ с които достигат номер 50 в „Билборд“ и в „Cashbox“. През това време Джийн Винсент осъществява дву милионни рекордни продажби на хитовете „Be-Bop-A-Lula“ и „Lotta Lovin“. Същата година той обикаля източното крайбрежие на Австралия с Литъл Ричард и Еди Кокран, привличайки публика от общо 72 000 зрители на своите концерти на стадиона в Сидни. Джийн Винсънт също се появява и във филма „The Girl Can't Help It“, заедно с Джейн Мансфийлд, изпълнявайки „Be-Bop-A-Lula“ с групата Gene Vincent and His Blue Caps в репетиционната зала.
Следващият му хит става песента „Dance to the Bop“, която е издадена от „Capitol Records“ на 28 октомври 1957 г. а на 17 ноември 1957 г. Джийн Винсент и Gene Vincent and His Blue Caps изпълняват песента в националната телевизионна шоу програма „The Ed Sullivan Show“. Песента остава девет седмици в класацията на „Билборд“ и достигна номер 23 на 23 януари 1958 г. В класацията на „Cashbox“ тя достигна номер 36 и остава там 8 седмици. Тя е и последният американски хит сингъл на Джийн Винсънт. Песента е използвана във филма „Hot Rod Gang“.
Джийн Винсент и Gene Vincent and His Blue Caps участват и в телевизионни предавания на NBC в „KTTV“ и „channel 11“ на 25 октомври 1958 г., на 25 юли и 7 ноември 1959 г. Там те изпълняват свои хитове като: „Be-Bop-A-Lula“, „High Blood Pressure“, „Rip It Up“, „Dance to the Bop“, „You Win Again“, „For Your Precious Love“, „Rocky Road Blues“, „Pretty Pearly“, „High School Confidential“, „Over the Rainbow“, „Roll Over Beethoven“ и „She She Little Sheila“.
Спор с американските данъчни власти и Американския съюз на музикантите относно плащанията към групата, оборудването и плащането на данъчната такса, довеждат до напускането на Съединените щати от Джийн Винсент и заминаването му за Европа. На 15 декември 1959 г. той се появява в телевизионното шоу на Джак Гуд „Boy Meets Girl“ което е и първото му появяване в Англия. След тази поява певецът прави голямо турне и успешно обикаля Франция, Холандия, Германия и Великобритания.
След успеха на турнето, Джийн Винсент се установява във Великобритания и през 1963 г. неговата съпътстваща група „Sounds Incorporated“ съставена от три саксофона, китара, бас и барабани свири с Бийтълс на концерта им на „Shea Stadium“. Певецът обикаля отново Великобритания през 1963 г. с групата „Outlaws“ и с участието на бъдещия член на Deep Purple китаристът Ричи Блекмор, като подкрепяща група. Проблемите с алкохола на Джийн Винсънт обаче помрачават турнето, което довежда до проблемите му както на сцената, така и с групата и с мениджмънта.
Опитите на Джийн Винсънт да възстанови американската си кариера се оказват неуспешни, в резултат на което той е запомнен днес със записите си от 50-те и началото на 60-те години, издадени от „Capitol Records“. В този период той издава песни и в музикалните звукозаписни компании „EMI Records“ и „Columbia Records“. През 1966 г. и 1967 г. в Съединените щати той записва за „Challenge Records“ подкрепен от бившия член на „Champs“ Glen Campbell три сингъла в САЩ, а в Лондон издава два сингъла, но въпреки това те не се продават добре. През 1969 г. той записва албума „I'm Back and I'm Proud“ в „John Peel's Dandelion Records“, а по късно записва още два албума в „Kama Sutra Records“, като единият е преиздаден през март 2008 г.
На турнето си в Обединеното кралство през 1969 г. Джийн Винсънт е съпровождан от „Wild Angels“, британска банда свирила в „Royal Albert Hall“ с Бил Хейли и Дуейн Еди, но под натиска на бившата си съпруга, разточителните разходи и продуцента Дон Арден, той се завръща в САЩ. Последните му американски записи са четири парчета, които са записани няколко седмици преди смъртта му. Те са били пуснати в компилационен албум от песни, включително и „Say Mama“, с дъщеря му Melody Jean Vincent и Джони Мейкс на китара. По-късно тези четири песни да записани и във Великобритания през октомври 1971 г. Въпреки направените усилия за запазване на здравето на Джийн Винсънт след завръщането му в САЩ, той умира няколко дни по-късно на 36-годишна възраст на 12 октомври 1971 г. от разкъсана язва на стомаха докато посещава баща си в Калифорния.

## Признание
- През 1997 г. Джийн Винсънт е въведен в „Rockabilly Hall of Fame“
- През 1998 г. Джийн Винсънт е въведен в „Rock and Roll Hall of Fame“.
- Джийн Винсънт има звезда на холивудската алея на славата на ул. „North Vine Street“ 1749.
- През 2003 г. Джийн Винсент е почетен с бронзовата звезда на „Norfolk's Legends of Music Walk of Fame“ вградена в тротоара на улица „Granby Street“.
- През 2012 г. групата му „the Blue Caps“ е въведена със задна дата в „Rock and Roll Hall of Fame“ от специален комитет, заедно с Джийн Винсънт.

## Дискография

### албуми
- Bluejean Bop (запис в Capitol Records – 1956)
- Gene Vincent and His Blue Caps (запис в Capitol Records – 1957)
- Gene Vincent Rocks! And the Blue Caps Roll (запис в Capitol Records – 1958)
- A Gene Vincent Record Date (запис в Capitol Records – 1959)
- Sounds Like Gene Vincent (запис в Capitol Records – 1959)
- Crazy Times (запис в Capitol Records – 1960)
- The Crazy Beat of Gene Vincent (запис в Capitol Records – 1963)
- Shakin' Up a Storm (запис в Capitol Records – 1964)
- Gene Vincent (запис в Лондон – 1967)
- I'm Back and I'm Proud (запис в Dandelion Records – 1970)
- Gene Vincent (запис в Kama Sutra Records – 1970) преименуван като If Only You Could See Me Today (запис в Kama Sutra Records – 1970)
- The Day the World Turned Blue (запис в Kama Sutra Records – 1970 и 1971)
- Rhythm in Blue (запис в Bluecap Records – 1979)
- Be-Bop-A-Lula (запис в Koala KOA Records – 1980)
- Forever Gene Vincent (запис в Rolling Rock Records – 1980)
- Dressed in Black (запис в Magnum Force Records – 1982)
- Gene Vincent With Interview by Red Robinson (запис в Great Northwest Music Company – 1982)
- From LA to Frisco (запис в Magnum Force Records – 1982)
- For Collectors Only (запис в Magnum Force Records – 1984)
- Rarities Vol 2 (запис – Dr Kollector – 1985)
- Rareties (запис – Dr Kollector – 1986)
- Important Words (запис в Rockstar Records – 1990)
- Lost Dallas Sessions (запис в Rollercoaster Records – 1998)
- Hey Mama! (запис в Rollercoaster Records – 1998)

### сингли
| Година | Заглавие (A-страна, B-страна) Двете страни от един и същи албум | САЩ сингъл                  | GB сингъл          | Пикова чарт позиция | Пикова чарт позиция | Албум                                      |
| Година | Заглавие (A-страна, B-страна) Двете страни от един и същи албум | САЩ сингъл                  | GB сингъл          | Billboard Hot 100   | Великобритания      | Албум                                      |
| ------ | --------------------------------------------------------------- | --------------------------- | ------------------ | ------------------- | ------------------- | ------------------------------------------ |
| 1956   | „Be-Bop-A-Lula“                                                 | Capitol Records             | Capitol Records    | 7                   | 16                  | Gene Vincent's Greatest!                   |
| 1956   | „Race with the Devil“                                           | Capitol Records             | Capitol Records    | 96                  | 28                  | Gene Vincent's Greatest!                   |
| 1956   | „Blue Jean Bop“                                                 | Capitol Records             | Capitol Records    | —                   | 16                  | Bluejean Bop                               |
| 1956   | „Jumps, Giggles and Shouts“                                     | N/A                         | Capitol Records    | —                   | —                   | Bluejean Bop                               |
| 1957   | „Crazy Legs“                                                    | Capitol Records             | Capitol Records    | —                   | —                   | не включени в албум                        |
| 1957   | „Five Days“                                                     | Capitol Records             | Capitol Records    | —                   | —                   | не включени в албум                        |
| 1957   | „Lotta Lovin'“                                                  | Capitol Records             | Capitol Records    | 13                  | —                   | Gene Vincent's Greatest!                   |
| 1957   | „Dance to the Bop“                                              | Capitol Records             | Capitol Records    | 23                  | —                   | не включени в албум                        |
| 1958   | „I Got a Baby“                                                  | Capitol Records             | Capitol Records    | —                   | —                   | не включени в албум                        |
| 1958   | „Baby Blue“                                                     | Capitol Records             | Capitol Records    | —                   | —                   | не включени в албум                        |
| 1958   | „Rocky Road Blues“                                              | Capitol Records             | Capitol Records    | —                   | —                   | не включени в албум                        |
| 1958   | „Git It“                                                        | Capitol Records             | Capitol Records    | —                   | —                   | A Gene Vincent Record Date                 |
| 1958   | „Say Mama“                                                      | Capitol Records             | Capitol Records    | —                   | —                   | не включени в албум                        |
| 1959   | „Over the Rainbow“                                              | Capitol Records             | Capitol Records    | —                   | —                   | Gene Vincent's Greatest!                   |
| 1959   | „Summertime“                                                    | N/A                         | Capitol Records    | —                   | —                   | A Gene Vincent Record Date                 |
| 1959   | „The Night Is So Lonely“                                        | Capitol Records             | Capitol Records    | —                   | —                   | не включени в албум                        |
| 1960   | „Wild Cat“                                                      | Capitol Records             | Capitol Records    | —                   | 21                  | не включени в албум                        |
| 1960   | „My Heart“                                                      | N/A                         | Capitol Records    | —                   | 16                  | Sounds Like Gene Vincent                   |
| 1960   | „Pistol Packin' Mama“                                           | Capitol Records             | Capitol Records    | —                   | 15                  | не включени в албум                        |
| 1960   | „Anna Annabelle“                                                | N/A                         | Capitol Records    | —                   | —                   | не включени в албум                        |
| 1961   | „Jezebel“                                                       | N/A                         | Capitol Records    | —                   | —                   | Bluejean Bop                               |
| 1961   | „If You Want My Lovin'“                                         | Capitol Records             | Capitol Records    | —                   | —                   | не включени в албум                        |
| 1961   | „She She Little Sheila“                                         | N/A                         | Capitol Records    | —                   | 22                  | Crazy Times                                |
| 1961   | „I'm Going Home“                                                | N/A                         | Capitol Records    | —                   | 36                  | не включени в албум                        |
| 1961   | „Brand New Beat“                                                | N/A                         | Capitol Records    | —                   | —                   | Gene Vincent Rocks! And the Blue Caps Roll |
| 1961   | „Lucky Star“                                                    | Capitol Records             | Capitol Records    | —                   | —                   | не включени в албум                        |
| 1962   | „Be-Bop-A-Lula '62“                                             | N/A                         | Capitol Records    | —                   | —                   | не включени в албум                        |
| 1963   | „Held for Questioning“                                          | N/A                         | Capitol Records    | —                   | —                   | не включени в албум                        |
| 1963   | „Crazy Beat“                                                    | N/A                         | Capitol Records    | —                   | —                   | не включени в албум                        |
| 1963   | „Where Have You Been All My Life“                               | N/A                         | Columbia Records   | —                   | —                   | не включени в албум                        |
| 1964   | „Humpity Dumpity“                                               | N/A                         | Columbia Records   | —                   | —                   | не включени в албум                        |
| 1964   | „La Den Da Den Da Da“                                           | N/A                         | Columbia Records   | —                   | —                   | не включени в албум                        |
| 1964   | „Private Detective“                                             | N/A                         | Columbia Records   | —                   | —                   | не включени в албум                        |
| 1966   | „Bird Doggin'“                                                  | Challenge Records           | Лондон             | —                   | —                   | не включени в албум                        |
| 1966   | „Lonely Street“                                                 | Challenge Records           | Лондон             | —                   | —                   | не включени в албум                        |
| 1967   | „Born to Be a Rolling Stone“                                    | Challenge Records           | N/A                | —                   | —                   | не включени в албум                        |
| 1969   | „Be-Bop-A-Lula '69“                                             | N/A                         | Dandelion Records  | —                   | —                   | I'm Back and I'm Proud                     |
| 1969   | „Story of the Rockers“                                          | Playground 100 Forever 6001 | Spark 1091         | —                   | —                   | не включени в албум                        |
| 1970   | „White Lightning“                                               | N/A                         | Dandelion Records  | —                   | —                   | I'm Back and I'm Proud                     |
| 1970   | „Sunshine“                                                      | Kama Sutra Records          | N/A                | —                   | —                   | Gene Vincent                               |
| 1970   | „The Day The World Turned Blue“                                 | Kama Sutra Records          | Kama Sutra Records | —                   | —                   | The Day the World Turned Blue              |

## Филмови изяви
- The Girl Can't Help It (1956)
- Hot Rod Gang (1958)
- Live It Up (1960)
- It's Trad, Dad (1962)